# Sogn Murezi (Tomils)

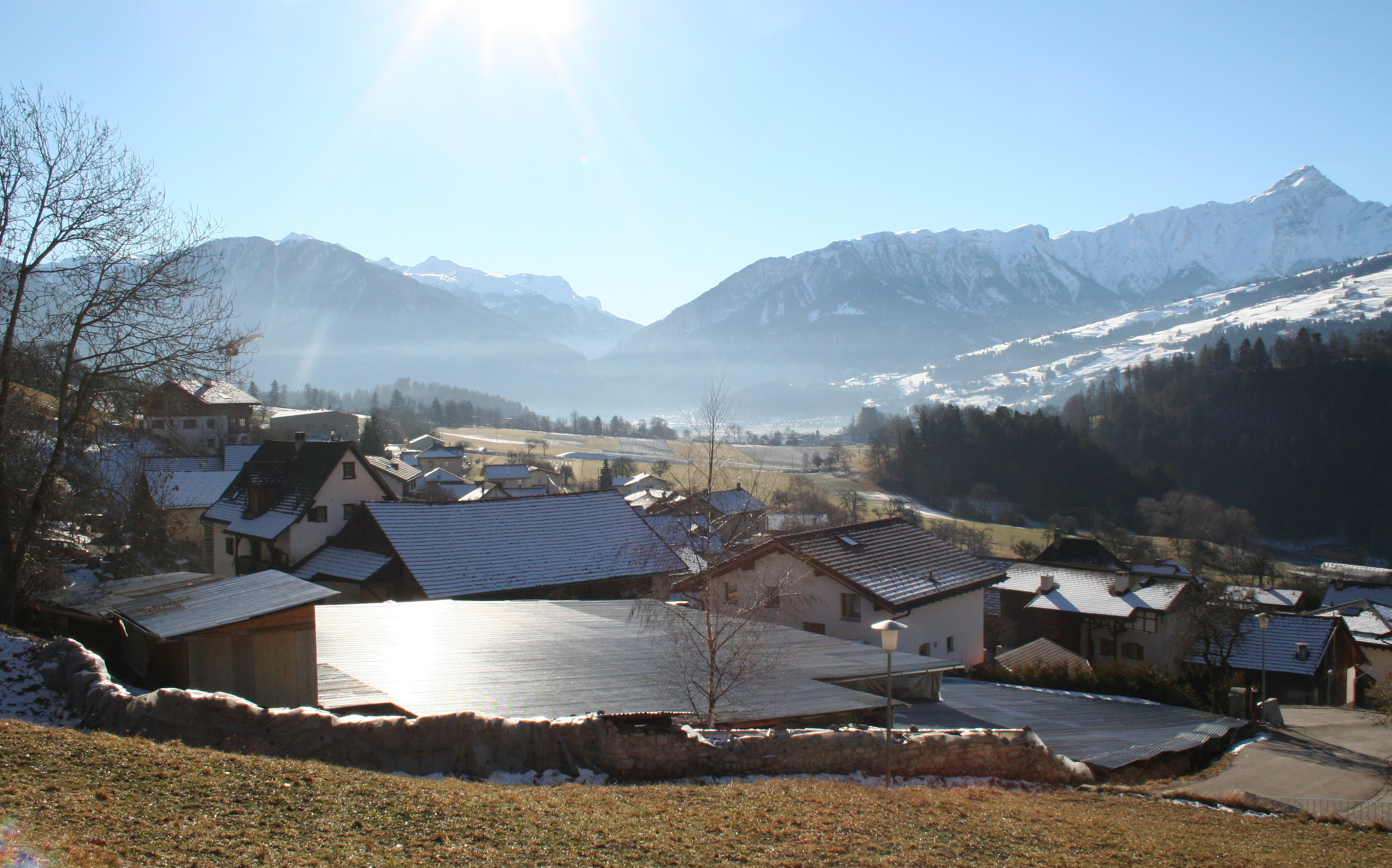
Ausgrabungsstelle unter dem Wellblechdach oberhalb Tomils. Rechts im Hintergrund der Piz Beverin

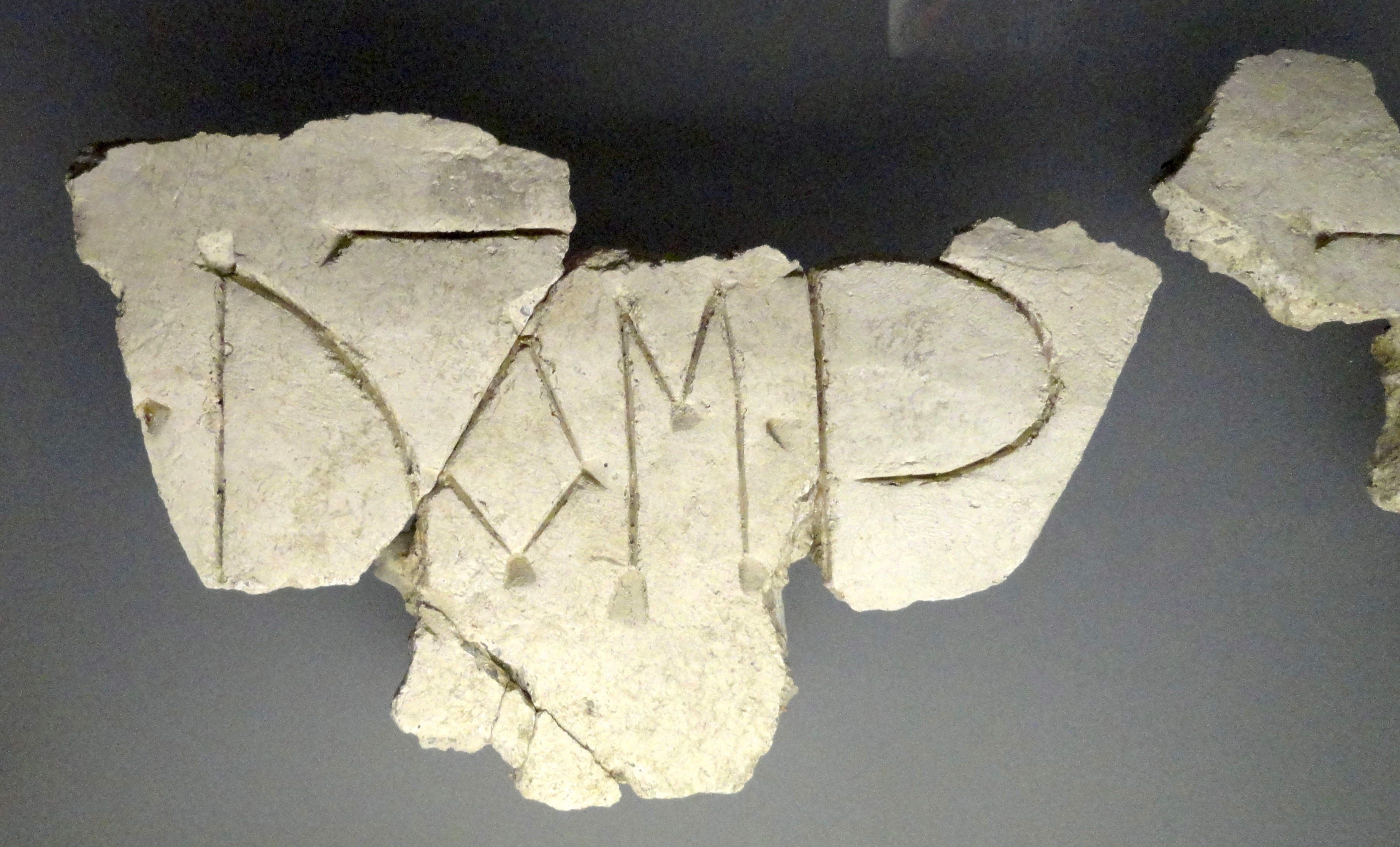
Mörtelinschrift
Rätisches Museum, Chur

Die Ruinen der Kirche von Sogn Murezi liegen am östlichen Dorfrand oberhalb des Dorfes Tumegl/Tomils im Domleschg im schweizerischen Kanton Graubünden. Sogn Murezi ist die rätoromanische Bezeichnung für den heiligen Mauritius.
Die Mauerreste der klosterähnlichen Kirchenanlage wurden 1994 bei Sondiergrabungen für ein Bauvorhaben entdeckt. Seither werden sie durch den Archäologischen Dienst des Kantons Graubünden freigelegt und konserviert. Die Grabungsstelle ist überdacht und abgeschlossen. Sie wird geführt in der Liste der Kulturgüter von nationaler Bedeutung im Kanton Graubünden.

## Geschichte
1398 wird Sogn Murezi als Pfarrkirche erstmals erwähnt. Vermutlich wurde sie im 7. Jahrhundert gebaut, stand bis ins 16. Jahrhundert und zerfiel anschliessend. Vermutlich handelte es sich um die Mutterkirche der Grosspfarrei im unteren Domleschg, was auf die wichtige Stellung von Tumegl/Tomils im Tal hinweist.
Über den Gründer oder Stifter ist nichts bekannt. Der qualitätsvolle Bau mit einem Heizkanal unter dem Fussboden, der mit heissem Rauch geheizt werden konnte, könnte ein Hinweis darauf sein, dass eine adlige Familie aus der rätischen Oberschicht die Kirche gegründet haben könnte. Eine aufgefundene Mörtel-Inschrift «DOM…PA»… könnte auf Paschalis aus der Familie der Viktoriden hinweisen, der im letzten Drittel des 7. Jahrhunderts Bischof von Chur war. Die Viktoriden gründeten um 700 auch das nahe gelegene Kloster Cazis.

## Bau

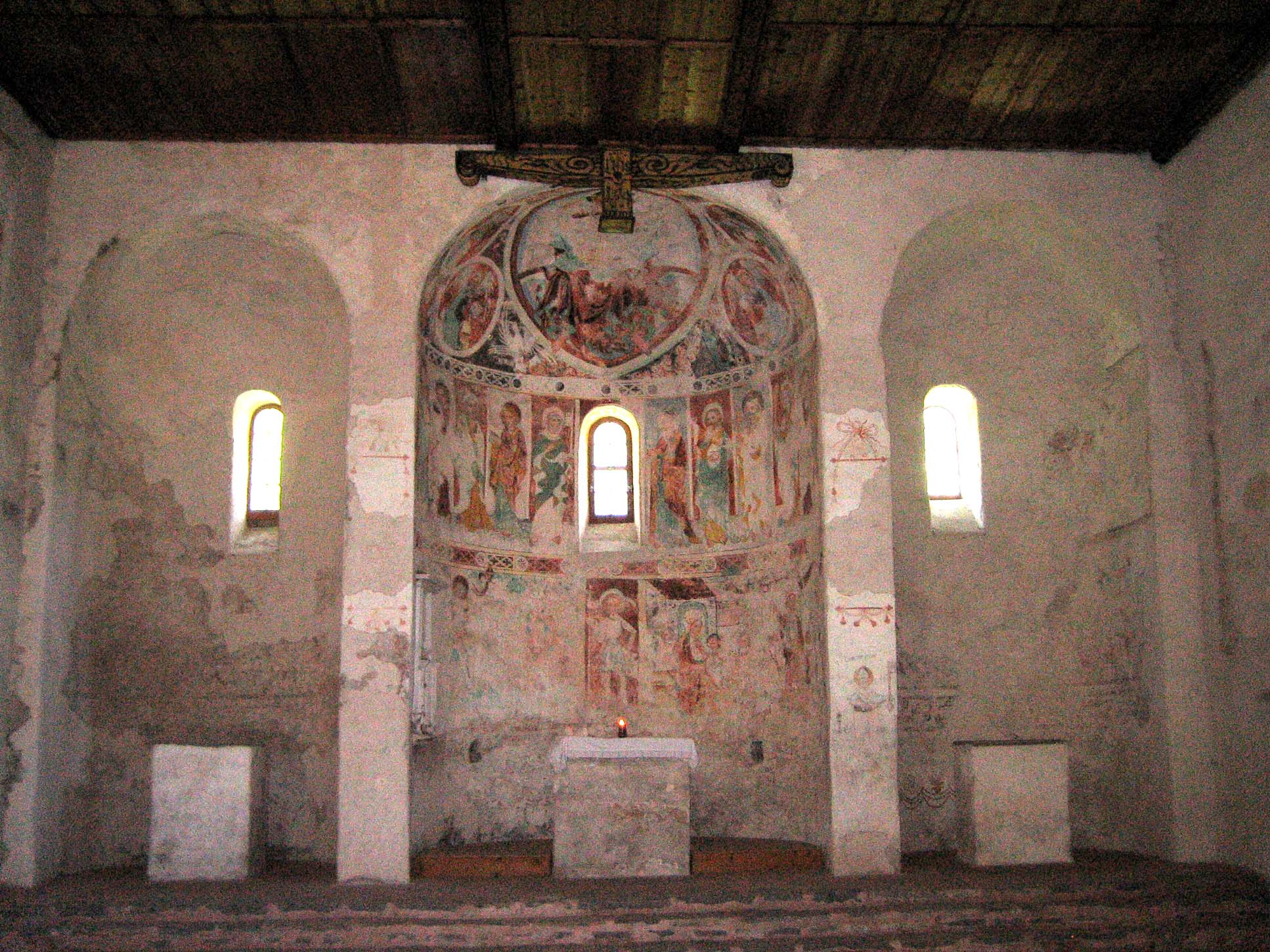
Kirche St. Peter Mistail: So – wenn auch kleiner – könnte die karolingische Kirche von Tomils ausgesehen haben

Die Anlage bestand aus einer rechteckigen Kirche mit einer gut erhaltenen Klerusbank aus der zweiten Hälfte des 7. Jahrhunderts, einer östlich davon um 650 erstellten Dreiapsidenkirche sowie einer Friedhofsmauer aus dem Hochmittelalter.  In ihrer Baugeschichte wurde die Kirche drei Mal umgebaut. Um das Jahr 1000 wurde die ganze Anlage bis auf die drei Apsiden der Kirche abgebrochen und neu erstellt. Warum die Kirche  im Verlauf des 16. Jahrhunderts verlassen wurde, ist nicht bekannt.